# Adenia
Adenia é um género botânico pertencente à família Passifloraceae.

## Espécies
- ''Adenia aculeata
- Adenia acuta
- Adenia adenifera
- Adenia antongilliana (Tul.) Schinz
- Adenia ballyi Verdc.
- Adenia banaensis C.Cusset
- Adenia bequaert Robyns & Lawalrée
- Adenia boivinii
- Adenia cardiophylla
- Adenia cissampeloides (Planch. ex Hook.)
- Adenia cladosepala
- Adenia cordifolia (Blume)
- Adenia crassa Merr.
- Adenia cynanchifolia
- Adenia densiflora
- Adenia digitata
- Adenia dinklagei
- Adenia dolichosiphon
- Adenia ecirrosa
- Adenia elegans
- Adenia ellenbeckii
- Adenia epigea
- Adenia erecta
- Adenia fasciculata
- Adenia fernandesiana
- Adenia firingalavensis
- Adenia fruticosa
- Adenia gedoensis
- Adenia glauca Schinz
- Adenia globosa
- Adenia gracilis
- Adenia guineensis
- Adenia gummifera
- Adenia hastata
- Adenia heterophylla
- Adenia hondala
- Adenia huillensis
- Adenia isaloensis
- Adenia karibaensis
- Adenia keramanthus
- Adenia kigogoensis
- Adenia kinabaluensis
- Adenia kirkii
- Adenia lanceolata
- Adenia lapiazicola
- Adenia latipetala
- Adenia letouzeyi
- Adenia lewallei
- Adenia lindiensis
- Adenia litoralis
- Adenia lobata
- Adenia longestipitata
- Adenia longistipulata
- Adenia macrophylla
- Adenia malangeana
- Adenia mannii
- Adenia mcdadiana
- Adenia metamorpha
- Adenia metriosiphon
- Adenia monadelpha
- Adenia mossambicensis
- Adenia natalensis
- Adenia olaboensis
- Adenia ovata
- Adenia pachyphylla
- Adenia panduriformis
- Adenia pechuelii
- Adenia penangiana
- Adenia perrieri
- Adenia pierrei
- Adenia pinnatisecta
- Adenia poggei
- Adenia poilanei
- Adenia pulchra
- Adenia pyromorpha
- Adenia racemosa
- Adenia refracta
- Adenia repanda
- Adenia reticulata
- Adenia rumicifolia
- Adenia saxicola
- Adenia schliebenii
- Adenia schweinfurthii
- Adenia sphaerocarpa
- Adenia spinosa
- Adenia staudtii
- Adenia stenodactyla
- Adenia stolzii
- Adenia stricta
- Adenia stylosa
- Adenia subsessilifolia
- Adenia tisserantii
- Adenia tricostata
- Adenia trilobata
- Adenia trisecta
- Adenia tuberifera
- Adenia venenata
- Adenia viridiflora
- Adenia volkensii
- Adenia welwitschii
- Adenia wightiana
- Adenia wilmsii
- Adenia zambesiensis